# آکیهیتو اوزاوا
آکیهیتو اوزاوا (انگلیسی: Akihito Ozawa؛ زادهٔ ۱۰ اوت ۱۹۹۲) بازیکن فوتبال اهل ژاپن است.
از باشگاه‌هایی که در آن بازی کرده‌است می‌توان به باشگاه فوتبال آلبیرکس نیگاتا اشاره کرد.